# Israel González
Israel González (Torrelavega, 16 febbraio 1975) è un allenatore di pallacanestro spagnolo.

## Palmarès
- Campionato tedesco: 1

Alba Berlino: 2021-2022
- Coppa di Germania: 1

Alba Berlino: 2021-2022